# Убийство Самюэля Пати
Убийство Самюэ́ля Пати́ (фр. assassinat de Samuel Paty) произошло в пригороде Парижа Конфлан-Сент-Онорин, что в департаменте Ивелин, в регионе Иль-де-Франс. 16 октября 2020 года. Учитель французской средней школы Самюэль Пати (фр. Samuel Paty) 47 лет был убит чеченцем Абдуллахом Анзоровым, проживавшим во Франции с 2008 года.
Одна из учениц, которой тогда не было на занятиях, солгала, что на уроке свободы слова Пати показал своим ученикам карикатуру на исламского пророка Мухаммеда, опубликованную изданием Charlie Hebdo 2 июля 2008 года. 18-летний чеченец со статусом беженца убил и обезглавил Пати 30-сантиметровым ножом, после чего был застрелен полицией во время задержания.
Позже, как призналась марокканская девочка, она просто прогуляла уроки, но обвинила преподавателя, что это он её якобы выгнал. Поэтому она придумала историю с исламофобией.

## Убийство
Абдуллах Абуезидович Анзоров, вооружённый большим ножом, напал на учителя возле средней школы города Конфлан-Сент-Онорин, расположенного в 25 километрах от центра Парижа. Нанеся серию резаных ран в области шеи, он отрезал жертве голову. По словам очевидцев, в момент нападения он выкрикнул «Аллах акбар». Полицейские догнали нападавшего в соседнем городе Эраньи. На требование сдаться он стал угрожать им своим оружием, после чего был застрелен.

## Потерпевший

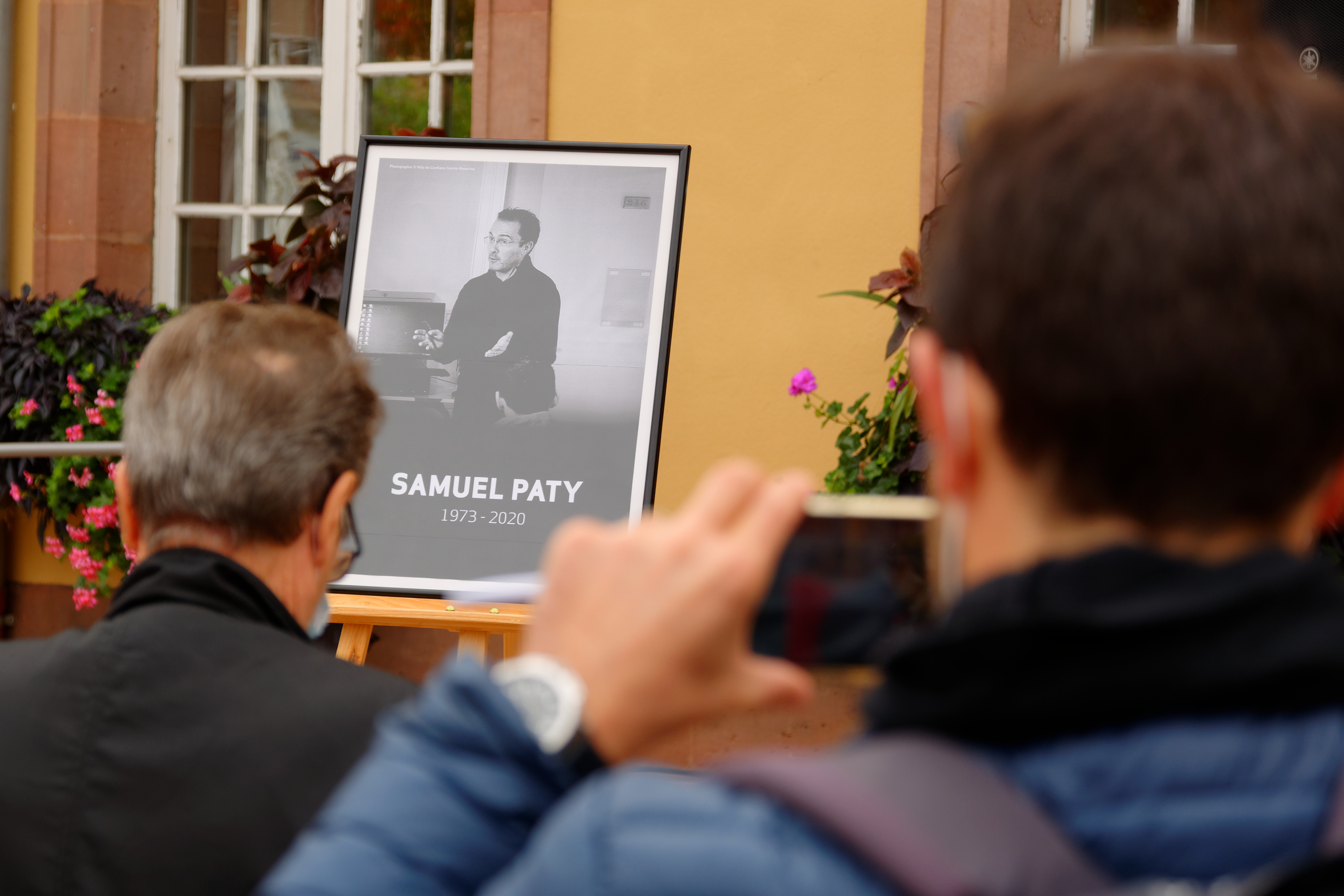
Портрет Самюэля Пати

Самюэль Пати́ (фр. Samuel Paty; 18 сентября 1973 — 16 октября 2020) в течение пяти лет был учителем истории, географии и гражданского общества в Коллеж-Буа-д’Ольн. Был женат и имел ребёнка. Кавалер ордена Академических пальм.

## Убийца
Согласно заявлению французских властей, нападавшего звали Абдуллах Абуезидович Анзоров. Родился 12 марта 2002 года в Москве (Россия), во Францию попал ребёнком (в 2008 году), где получил статус беженца.
Абдуллаха Анзорова похоронили 6 декабря 2020 года в селе Шалажи Урус-Мартановского района Чечни. Глава села сказал, что «для всего исламского мира он герой», член совета по правам человека при главе Чечни вовсе заявила о непричастности Анзорова к убийству, тогда как на государственном телеканале Чечни его назвали жертвой «исламофобской провокации». В связи с этим, пресс-секретарь президента России Дмитрий Песков отметил, что несмотря на «разные точки зрения», транслируемые государственными каналами, абсолютное осуждение убийства Пати — это и есть «единственно верная точка зрения».

## Реакция
Франция
Президент Франции Эмманюэль Макрон посетил школу, в которой работал Пати, и заявил, что этот инцидент был «типичной террористической атакой исламистов».
Министр образования Франции Жан-Мишель Бланке назвал убийство «нападением на французскую нацию в целом».
Прокурор Франции по борьбе с терроризмом заявил, что учитель был «убит за преподавание», а нападение было посягательством на принцип свободы слова.
Хэштег #JeSuisProf (я учитель) был запущен в поддержку жертвы и свободы слова. Подобный хэштег #JeSuisCharlie был запущен после террористического нападения на редакцию газеты Charlie Hebdo.
18 октября в Париже состоялись массовые демонстрации в память о Самюэле Пати. Люди собрались на площади Республики с плакатами «Je suis enseignant» («Я — учитель») и лозунгами «Ноль терпимости к врагам Республики». В акции приняли участие премьер-министр Жан Кастекс и мэр Парижа Анн Идальго. Демонстрации проходили также в Лилле, Лионе, Марселе, Бордо, Тулузе и других городах.
Самюэль Пати посмертно стал кавалером высшей французской награды — ордена Почётного легиона. Во время национальной церемонии прощания президент Франции Эмманюэль Макрон произнёс речь, в которой назвал Пати «тихим героем», а также «лицом Республики». У его гроба он пообещал продолжить борьбу за свободу.
После убийства Франция, по заявлению министра иностранных дел, заняла «очень твердую позицию» в вопросе депортации и после массовых проверок мечетей и разговоров о создании «просвещенного ислама», власти приступили к депортации «нежелательных» лиц.
Россия
Глава Чечни Рамзан Кадыров опубликовал в соцсетях обращение, в котором, в частности, говорится (сохранён стиль оригинала):
Эта трагедия заставляет задуматься о том, что французское общество, говоря о демократизме, часто путает его со вседозволенностью, демонстрацией непозволительного отношения к исламским ценностям. Такие действия не иначе как провокационными не назовешь. Выступая категорически против терроризма в любых проявлениях, я призываю не провоцировать верующих, не задевать их религиозные чувства.

### Бойкот французских товаров
На высказывания Эммануэля Макрона об исламе после убийства Самюэля Пати радикальным исламистом чеченского происхождения Абдуллахом Анзоровым последовала реакция мусульманского мира в виде бойкота французских товаров. Первым к бойкоту французских товаров призвал Президент Турции Реджеп Тайип Эрдоган. К бойкоту присоединились Саудовская Аравия, Турция, Иордания (частично), Кувейт, Бангладеш, Египет, Пакистан, Тунис, Ливия, Чечня (частично), Катар и Ирак.
Власти Франции потребовали прекращения бойкота. 26 октября премьер-министр Жан Кастекс призвал властей мусульманских стран прекратить франкофобскую пропаганду. Также против высказывания Эрдогана выступил премьер-министр Италии Джузеппе Конте, назвав такие заявления «неприемлемыми». В поддержку Франции высказались власти Италии, Греции, Нидерландов, Германии, Великобритании, Польши и Бразилии.

## Расследование
В ходе расследования задержаны родственники террориста и служитель одной из мечетей. Кроме того были задержаны четверо учеников школы, где работал Пати. По имеющимся данным, они указали убийце на учителя, предположительно за деньги.
Был арестован отец одного из учеников, недовольный уроками Пати. По имеющимся сведениям, он обменивался текстовыми сообщениями с террористом незадолго до убийства. Кроме того, он, совместно с имамом одной из мечетей, которого французская пресса называет радикальным исламистом, опубликовал фетву, призывающую к наказанию учителя. По словам министра внутренних дел Жеральда Дарманена, этим двоим предъявлено обвинение в убийстве, связанном с террористической деятельностью.
Как выяснилось позже, девочка оболгала учителя; её не было в классе в тот день. Весь инцидент начался с истории, которую воспринял всерьёз отец девочки.
20 декабря 2024 года по делу осуждены восемь человек. В частности, 22-летний Наим Будауд и 23-летний Азим Эпсирханов признаны виновными в соучастии в убийстве и приговорены к 16 годам заключения. Отец девочки, лгавший о поведении учителя, получил 13 лет. Абдельхаким Сефриуи, 65-летний исламистский проповедник, приговорён к 15 годам.